# Białczański Skoruśniak

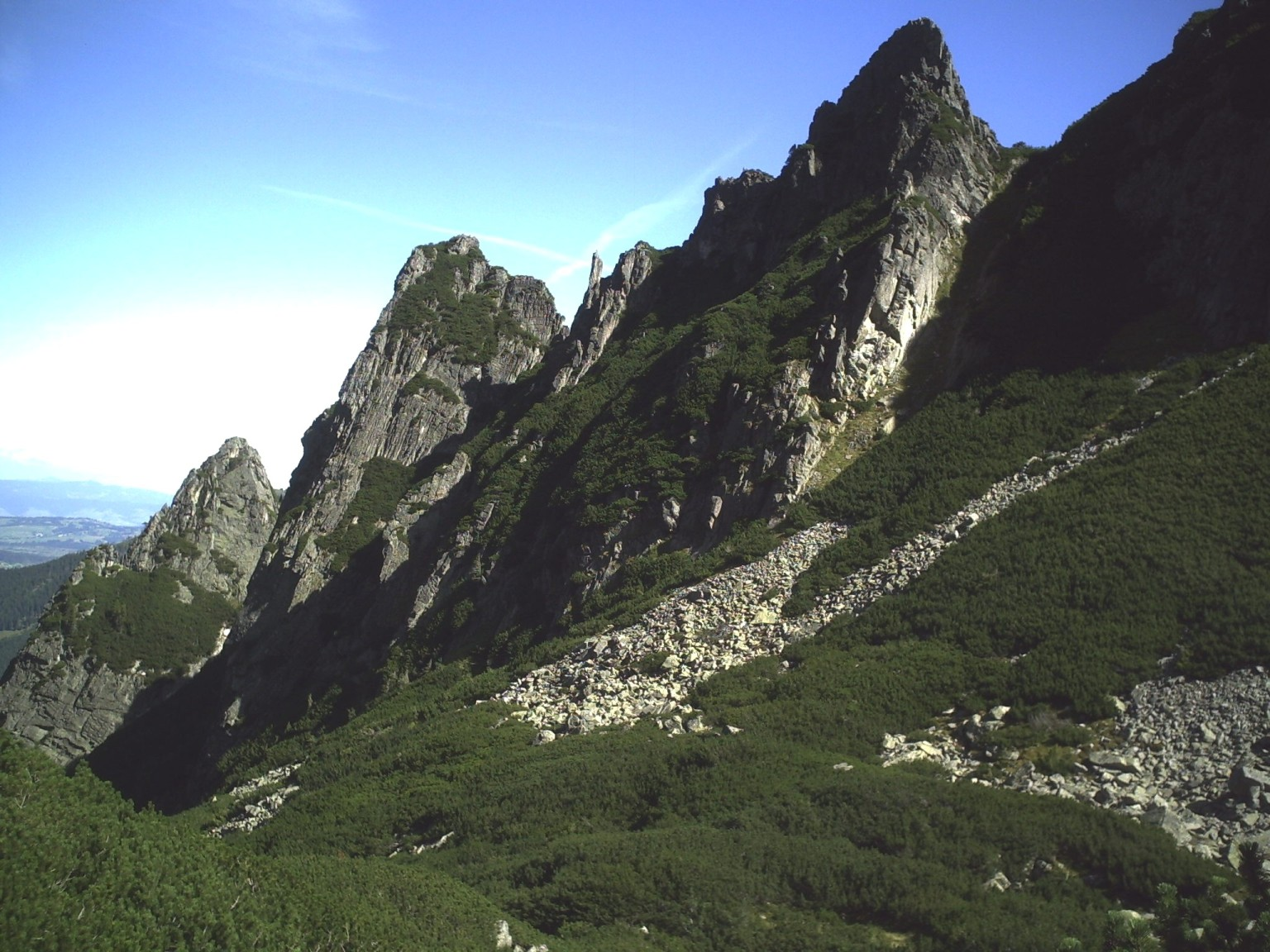
Turnie Skoruśniaka

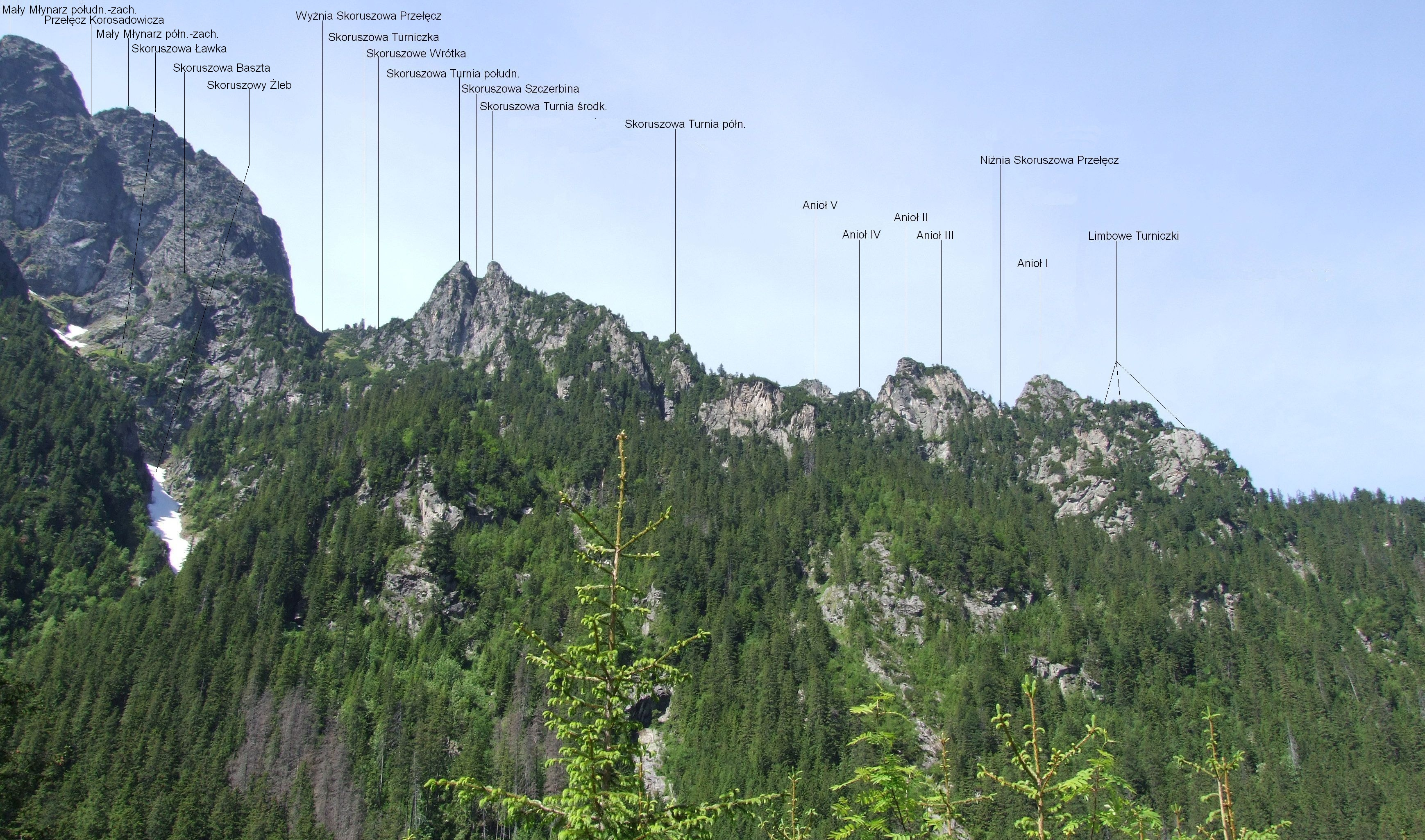
Mały Młynarz, Wyżnia Skoruszowa Przełęcz i Skoruśniak. Widok z Doliny Białej Wody

Skoruśniak, Białczański Skoruśniak (niem. Ebereschentürme, słow. Skorušiniak, węg. Berkenyés-tornyok) – końcowy odcinek głównej grani Młynarza w słowackich Tatrach Wysokich. Oddziela Dolinę Żabich Stawów Białczańskich (Žabia Bielovodská dolina) od głównej części Doliny Białej Wody (Bielovodská dolina). Grań Skoruśniaka ciągnie się w kierunku północnym od Wyżniej Skoruszowej Przełęczy, która oddziela ją od Małego Młynarza. Początkowo najeżona turniami, stopniowo przechodzi przez strefę kosówki aż do lesistej partii doliny. Na wschodnią stronę Skorusniak opada bardzo stromymi zboczami, których różnica wysokości dochodzi do 600 m. Zbocza te porośnięte są lasem urwiskowym i pocięte żlebami z licznymi progami. Zbocza opadające na zachodnią stronę są niższe, ale bardziej skaliste.
Nazwa grani pochodzi od słowa skorusza w gwarze podhalańskiej oznaczającego jarzębinę. Początkowo nazwą tą określano cały odcinek grani. Później, gdy rozwinęło się taternictwo nadano szczegółowe nazwy poszczególnym jej formacjom. W grani Skoruśniaka w kolejności od południa na północ wyróżniają się:
- Skoruszowa Turniczka (Skorušiniakova vežička)
- Skoruszowe Wrótka (Sedlo pod Skorušiniakom)
- Skoruszowa Turnia (Skorušiniakova veža, 1804 m) – najwyższe wzniesienie w grzbiecie Skoruśniaka
- Pośrednia Skoruszowa Przełęcz (Prostredné skorušie sedlo, 1740 m)
- V Anioł (Piaty anjel), ok. 1730 m
- Anielska Igła (Anjelská ihla)
- Zadnia Anielska Przełączka (Zadná štrbina v Anjeloch)
- IV Anioł (Čtvrtý anjel)
- Pośrednia Anielska Przełączka (Prostredná štrbina v Anjeloch)
- III Anioł (Tretí anjel)
- Skrajna Anielska Przełączka (Predná štrbina v Anjeloch)
- II Anioł (Druhý anjel)
- Niżnia Skoruszowa Przełęcz (Nižné skorušie sedlo)
- I Anioł (Veľký anjel), 1681 m
- Limbowa Przełączka (Limbová štrbina)
- Zadnia Limbowa Turniczka (Zadná limbová vežička)
- Zadnia Limbowa Szczerbina (Zadná limbová štrbina)
- Pośrednia Limbowa Turniczka (rostredná limbová vežička)
- Skrajna Limbowa Szczerbina (Predná limbová štrbina)
- Skrajna Limbowa Turniczka (Predná limbová vežička)[3].

Pierwsze odnotowane przejście grani Skoruśniaka – Alfréd Grósz, Gyula Hefty 27 sierpnia 1914 roku.